# Harald Gulbrandsen
Harald Gulbrandsen (Trondheim, 4 maggio 1940 – Melhus, 14 agosto 2022) è stato un calciatore norvegese, di ruolo difensore.

## Carriera
Gulbrandsen ha vestito la maglia del Rosenborg dal 1960 al 1965. Ha contribuito alla vittoria finale di due edizioni del Norgesmesterskapet, nel 1960 e nel 1964. Ha giocato 3 partite nelle competizioni europee per club, la prima delle quali in data 12 settembre 1965: è stato schierato titolare nel 3-1 inflitto al KR Reykjavík, in una sfida valida per l'edizione stagionale della Coppa delle Coppe.

## Palmarès

### Club
- Coppa di Norvegia: 2

Rosenborg: 1960, 1964